# Bomarzo (òpera)
Bomarzo és una òpera en dos actes d'Alberto Ginastera a partir de la novel·la homònima de Manuel Mujica Láinez, que també va ser l'autor del llibret, basat en la vida de Pier Francesco Orsini, duc de Bomarzo.

## Estrena
Es va estrenar a Washington DC el 1967. Estava previst que l'estrena fos al  Teatro Colón de Buenos Aires, però el govern de facto de Juan Carlos Onganía la va prohibir per decret perquè «el argumento de la pieza y su puesta en escena revelan hallarse reñidos con elementales principios morales en materia de pudor sexual».
Se'n va fer representacions al Lincoln Center de Nova York, Los Angeles, Kiel, Zuric i Londres. L'estrena a l'Argentina no va arribar fins al 1972. El Teatro Colón la va tornar a programar el 1984 i el 2003.

## Enregistraments
- CBS 32 310006: Salvador Novoa, Isabel Penagos, Joanna Simon, Claramae Turner. Cor i orquestra de la Societat Operística de Washington; direcció de Julius Rudel.